# Vrulja Plantaža
Vrulja Plantaža este o arie protejată (sit de importanță comunitară — SCI) din Croația întinsă pe o suprafață de 0,78 ha, integral marine.

## Localizare
Centrul sitului Vrulja Plantaža este situat la coordonatele 44°15′52″N 15°31′43″E / 44.264455°N 15.528747°E.

## Înființare
Situl Vrulja Plantaža a fost declarat sit de importanță comunitară în iulie 2013 pentru a proteja un număr necunoscut de specii din flora spontană și fauna sălbatică aflate în arealul zonei.

## Biodiversitate
Situată în ecoregiunea marină mediteraneană, aria protejată conține 1 habitat natural: Recifuri.
La baza desemnării sitului se află un număr nedeclarat de specii protejate.